# Hobbs Kessler
Hobbs Kessler (* 15. März 2003 in Ann Arbor, Michigan) ist ein US-amerikanischer Mittelstreckenläufer, der sich auf den 1500-Meter-Lauf spezialisiert hat. 2023 wurde er Weltmeister im Meilen-Straßenlauf.

## Sportliche Laufbahn
Hobbs Kessler wuchs in Michigan auf und entschied sich gegen eine universitäre sportliche Laufbahn und professionalisierte sich bereits 2022. Im selben Jahr stellte er in Monaco mit 2:16,46 min einen U20-Nordamerikarekord über 1000 Meter auf Im Jahr darauf siegte er überraschend bei den Straßenlauf-Weltmeisterschaften 2023 in Riga mit neuem Weltrekord von 3:56,13 min über die Meile. 2024 gewann er bei den Hallenweltmeisterschaften in Glasgow in 3:36,72 min die Bronzemedaille im 1500-Meter-Lauf hinter dem Neuseeländer George Beamish und seinem Landsmann Cole Hocker. Im August nahm er an den Olympischen Sommerspielen in Paris teil und schied dort mit 1:46,20 min im Halbfinale über 800 Meter aus und belegte über 1500 Meter in 3:29,45 min im Finale den fünften Platz. Anschließend wurde er bei der Athletissima in 3:30,47 min Dritter über 1500 Meter.

## Persönliche Bestzeiten
- 800 Meter: 1:43,64 min, 30. Juni 2024 in Eugene
- 1000 Meter: 2:16,46 min, 10. August 2022 in Monaco (U20-Nordamerikarekord)
- 1500 Meter: 3:29,45 min, 6. August 2024 in Paris
  - 1500 Meter (Halle): 3:33,66 min, 4. Februar 2024 in Boston
  - Meile (Halle): 3:48,66 min, 11. Februar 2024 in New York
- Meile-Straßenlauf: 3:56,13 min, 1. Oktober 2023 in Riga (Weltrekord)